# Notunterkunft
Notunterkünfte sind behelfsmäßige Unterkünfte. Der Begriff wird sowohl für Übergangswohnplätze im Falle der Obdachlosigkeit (siehe auch Notschlafstelle) als auch für Unterkünfte im Katastrophenfall verwendet.

## Obdachlosenheim

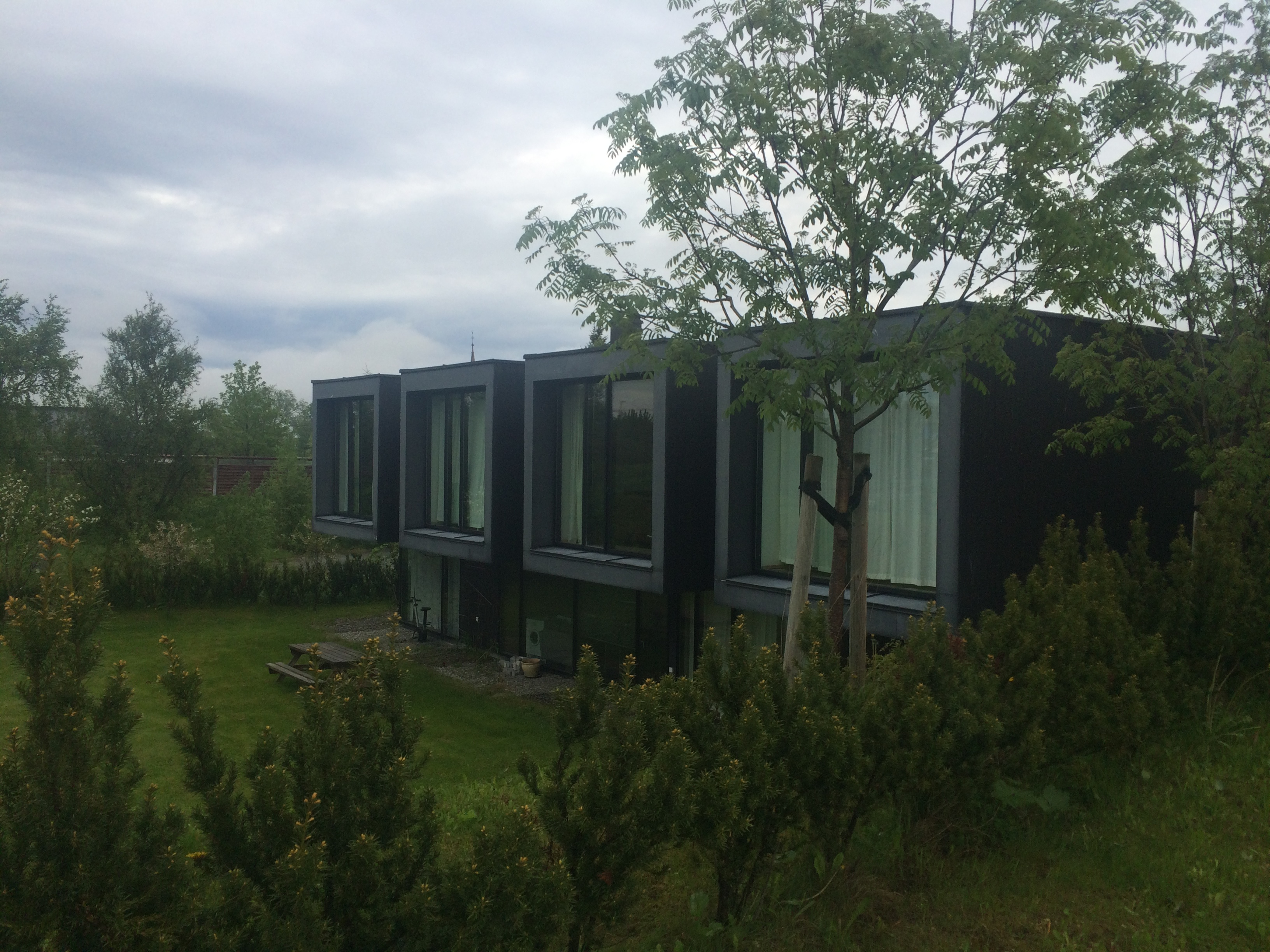
Veiskillet, Obdachlosenheim in Trondheim, Norwegen

Notunterkünfte sind Übergangswohnplätze, die von Kommunen und/oder von Hilfsorganisationen unterstützt und betrieben werden. Eine wichtige Rolle spielen in Deutschland traditionell das Diakonische Werk und die Caritas. Mietverträge und damit verbundene Rechte gibt es oft nicht. So sind eine unangemeldete Kontrolle der überlassenen Räume und die Unterbringung von mehreren Personen in einem Raum üblich. Die Unterschiede zwischen den Notunterkünften sind groß, es werden auch Betreuungs- und Beratungsangebote aus Sozialarbeit, Psychotherapie und Medizin angeboten.
Notunterkünfte sind zumeist für eine zwar temporäre, aber notfalls auch längerfristige Unterbringung ausgelegt. Darin unterscheiden sie sich von Notschlafstellen, bei denen eine kurzzeitige Nutzung die Regel ist. Notunterkünfte sind, anders als Notschlafstellen, rund um die Uhr geöffnet. Die Bewohner sind dort gemäß dem Bundesmeldegesetz angemeldet und erhalten Behörden- und sonstige Post an diese Adresse. Es gibt auch Notunterkünfte für Familien – Familien wohnen dort in einem Raum zusammen, während Alleinstehende häufig in Zwei- oder Dreipersonenzimmern leben.

## Notunterkünfte im Katastrophenfall
In Deutschland werden Notunterkünfte im Katastrophenfall vom Betreuungsdienst für die durch Schadensereignis obdachlos gewordene Bevölkerung eingerichtet und betrieben. Man unterscheidet die verschiedenen Unterkünfte anhand ihrer Einsatzphase voneinander:

### Soforthilfe: Auffanglager
Ein Auffanglager wird so nahe wie möglich am Schadensgebiet, aber an einem sicheren Ort, eingerichtet. Es ermöglicht eine behelfsmäßige Unterbringung für eine möglichst große Zahl von Betroffenen. Dort wird nur eine einfachste Versorgung unter spartanischen Verhältnissen gewährleistet. Daher werden die Betroffenen innerhalb von 24 Stunden weitertransportiert. Ein Auffanglager kann auch bei kurzer Verweildauer des einzelnen Betroffenen über einen längeren Zeitraum betrieben werden.

### Übergangshilfe: Durchgangslager
Ein Durchgangslager ist eine erste Annäherung an normale Verhältnisse. Es ist mehr Wohnraum pro betroffener Person vorhanden und es wird auf Familienunterbringung geachtet. Eine regelmäßige Versorgung mit Essen und Gegenständen des täglichen Bedarfs findet statt. Die Bewohner verbleiben oft länger in einem Durchgangslager, weshalb es sich in ungefährdeter Lage befinden muss.

### Wiederaufbauhilfe: Normalverhältnissen angepasste Unterkünfte

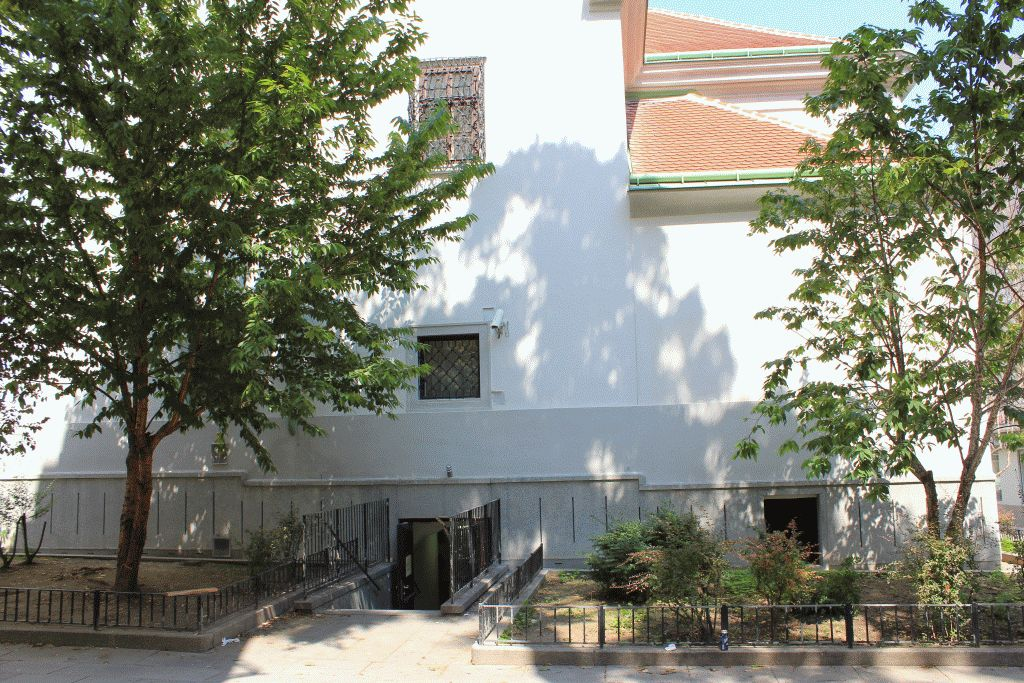
„Die Gruft“, Wien-Mariahilf

Unterkünfte der Wiederaufbauphase entsprechen normalen Lebensbedingungen. Die Bewohner versorgen sich wieder selbst. Diese Unterkünfte werden nicht mehr vom Katastrophenschutz, sondern von den Kommunen betrieben.

### Notlösungen bei extremen Wetterbedingungen
Bei für Obdachlose sehr schlechten Wetterbedingungen können diese auch durch eine Anordnung der Landesregierung, etwa des Senat von Berlin, in U-Bahnhöfen unterkommen. Ist es beispielsweise nachts zu kalt, ist es möglich, bestimmte Bahnhöfe zur Nachtzeit offen zu lassen, sodass Menschen ohne festen Wohnsitz dort übernachten können.